# Польско-шведская уния
Польско-шведская уния — короткий период в истории Речи Посполитой и Королевства Швеция, когда оба государства находились в личной унии под властью короля Сигизмунда Вазы.

## Предыстория
Сигизмунд был сыном шведского короля Юхана III и Катерины Ягеллонки — младшей дочери польского короля Сигизмунда Старого. Как потомок Ягеллонов по женской линии, 21-летний принц Сигизмунд в 1587 году был избран польским королём под именем «Сигизмунд III». Когда в ноябре 1592 года умер его отец, Сигизмунд попросил у польского сейма разрешения отправиться в Швецию и короноваться шведской короной. Такое разрешение было дано, и 3 августа 1593 года Сигизмунд вместе с женой Анной и рядом сторонников отправился в Швецию.

## Уния
Сигизмунд был католиком, а большинство шведов в то время были уже протестантами, что привело к тому, что многие в Швеции воспротивились коронации Сигизмунда. 19 февраля 1594 года Сигизмунду пришлось гарантировать религиозные свободы в Швеции и то, что католики будут избегать публичного отправления культа, и лишь после этого он был коронован. В июле он покинул Швецию, оставив в качестве регента своего дядю Карла.
Вскоре, однако, Сигизмунд стал нарушать свои обещания, открывая католические школы и назначая католиков на важные посты. Карл также стал проводить собственную политику, подписав в мае 1595 года Тявзинский мирный договор, завершивший войну с Россией, и лишив постов ряд сторонников Сигизмунда. Затем Карл созвал риксдаг в Сёдерчёпинге, провозгласивший его регентом вопреки воле короля; Швеция оказалась на грани гражданской войны. В 1597 году Карл созвал риксдаг в Арбуге, после чего начал военные действия. Сигизмунд попытался уладить конфликт дипломатическими средствами, а потом обратился к польскому сейму за военной поддержкой. В последовавшей войне победил Карл, который и стал единоличным правителем Швеции, а впоследствии был провозглашён королём под именем «Карл IX».

## Последствия
Разрыв с Сигизмундом привёл к тому, что Речь Посполитая стала врагом Швеции, в результате чего произошло несколько польско-шведских войн.